# Uia di Ciamarella
Uia di Ciamarella lub Ciamarella – szczyt w Alpach Graickich, części Alp Zachodnich. Leży na granicy między Francją (region Owernia-Rodan-Alpy a Włochami (region Piemont). Należy do masywu Alpi di Lanzo e dell’Alta Moriana. Szczyt można zdobyć ze schronisk Refuge des Evettes (2590 m) po stronie francuskiej oraz z Rifugio Bartolomeo Gastaldi (2659 m) po stronie włoskiej.
Pierwszego wejścia dokonali Tonini i Ambrosini 31 lipca 1857 r.